# Aaron von Krakau
Aaron von Krakau, Anchoras von Krakau oder Aron von Krakau (* wohl in Irland; † 9. Oktober 1059 in Krakau, Polen) war 1044 der erste Abt der Benediktinerabtei Tyniec am Fluss Weichsel bei Krakau und schließlich Erzbischof von Krakau. Er wird in einem benediktinischen Menologium von Heiligen und Seligen als Seliger geführt.

## Leben
Aaron war der Geschichtsschreibung des 17. Jahrhunderts nach ein in Frankreich geborener Mönch der Abtei Cluny und dort Schüler von Abt Odilo von Cluny. Andere Quellen gehen davon aus, dass der wohl aus Irland oder Schottland stammende Mönch zunächst der Abtei Brauweiler angehörte. Dieser wird dort 1028 erwähnt. Königin Richezas Eltern hatten die Abtei Brauweiler gegründet, sie selbst und ihr Sohn Herzog Kasimir I. Karl von Polen gründeten nunmehr 1044 die Abtei Tyniec. Aaron erneuerte das damals unbesetzte Bistum und half Herzog Kasimir beim Wiederaufbau der Monarchie. 1038 war die polnische Hauptstadt von Gniezno nach Krakau verlegt worden, was auch die Bedeutung des Bistums steigerte.
Nachdem Aaron alsbald – meist wird das Jahr 1046 angenommen – zum Bischof von Krakau ernannt wurde, ist nicht ganz eindeutig klärbar, ob Aaron nur persönlich zum Erzbischof ernannt wurde, wann er das Pallium erhielt und ob unter ihm das Bistum zum Erzbistum erhoben wurde. Auch der Ort und das Jahr der Bischofsweihe sind nicht gesichert.

## Verehrung
Der liturgische Gedenktag des Seligen in der römisch-katholischen Kirche ist der 9. Oktober.